# Phaonia bruneiaurea
Phaonia bruneiaurea este o specie de muște din genul Phaonia, familia Muscidae, descrisă de Xue și Feng în anul 1986. Conform Catalogue of Life specia Phaonia bruneiaurea nu are subspecii cunoscute.